# JRタワー
JRタワー（ジェイアールタワー、JR TOWER）は、北海道札幌市中央区に所在する札幌駅の駅ビル型超高層複合商業ビル。本項目では、同施設に入居する「JRタワーホテル日航札幌」についても記載する。

## 概要
札幌駅の高架化に伴う旧地上駅跡地の再開発事業により建設し、2003年に開業した北海道旅客鉄道（JR北海道）の複合商業施設。JRグループによる駅ビル再開発としては1997年開業の京都駅ビル、1999年開業のJRセントラルタワーズ（名古屋駅）に次ぐ大規模再開発となった。
札幌駅1階の東西にあるコンコースと一体化した形で地上1階と地下1階に大きな通路を設けており、これを境に施設は大きく3つのブロックに分かれている。外観には3代目駅舎のデザインを採り入れて札幌の街と駅の歴史や記憶の継承を意図している。2つのコンコースに挟まれた中央棟（センターブロック）を9層（軒高51m）に抑えて4代目駅舎の水平線のイメージを残しているほか、超高層棟を東側奥にセットバックして建築することで駅前広場と調和したヒューマン・スケールに配慮している。高層棟は高さが173mあり、完成時は北日本（東北地方及び北海道）で最も高い建築物であった（2010年竣工の「仙台トラストタワー」が高さ180mと上回った）。
正面（ファサード）中央部には北海道出身の彫刻家・デザイナーである五十嵐威暢による「星の大時計」を配置しており、大時計の外壁下部に貼られたソーラーパネルを動力源にしている。
なお、当地はもともと北海道新幹線の駅用地として想定されていたという主張がある。
地下3階には、北海道熱供給公社による地域熱供給施設「札幌駅南口エネルギーセンター」があり、天然ガスや再生可能エネルギー、深夜電力を活用したコジェネレーションにより電気、蒸気、融雪温水、冷水を供給している。「札幌駅南口地区地域熱供給システム」として『第8回新エネ大賞』資源エネルギー庁長官賞、「札幌JRタワーのコージェネレーション」として『第17回電気設備学会賞』技術部門施設賞を受賞している。

## 景色
ここから見える景色は東西南北とで変わっており、東には石狩川や原始林通があり、昭和37年に噴火した十勝岳も遠くに見え、自然が多い北海道らしい景色が見られる。西は手稲山、三角山、大倉山、と山が連なるのが特徴。南は市役所、警察署、裁判所など文化の中心を担う施設が多い。北は海が見られるのが特徴で、左には小樽も見られる。

## JRタワースクエア
札幌駅周辺には、1978年に開業した札幌エスタ、1989年に開業したパセオ、1999年に開業したアピアがあり、それぞれJR北海道の子会社である「札幌ターミナルビル株式会社」、「札幌ステーション開発株式会社」、「札幌駅地下街開発株式会社株式会社」が運営していた。
2005年、JRタワー内の商業施設「札幌ステラプレイス」を運営していた「札幌駅南口開発株式会社」が、上記3会社と合併し、「札幌駅総合開発株式会社」に商号変更した。これに伴い、4施設に共通ブランド「JRタワースクエア」を導入した。4つの商業施設合わせて100,000 m2を超える売場面積となり、北海道最大となるショッピングセンター形成に至った。JRタワーの延床面積も350,644 m2に改訂している。現在は、全エリアを指して「JRタワー」と称されるようになっている。

## 沿革
- 1978年 - 「札幌駅前国鉄バスターミナル」[18]の跡地に、「札幌ターミナルビル」（札幌エスタ）開業[19]。核店舗である札幌そごう開店[20][21][22][23]。
- 1989年 - 札幌ステーション開発による札幌駅高架下商業施設「パセオ」開業[12]。
- 1993年 - 「札幌駅南口土地区画整理事業」都市計画決定[12]。
- 1997年 - 大丸と北海道旅客鉄道が建物提案方式による契約締結[12][24]。札幌駅南口開発設立[12]。
- 1998年 - 開発構想を記者会見で公表[25]。
- 1999年 - 札幌駅地下街開発による地下街「アピア」開業[12]。
- 2000年 - 仮称・札幌駅南口総合再開発ビル着工[12]。地下からの温泉湧出に成功し、「札幌駅温泉」と命名[12][26]。ビルの名称が「JRタワー」に決定[12]。
- 2001年 - 札幌駅南口開発とシネマフロンティア共同事業体（松竹、東宝、東映で構成）が建物賃貸借契約締結[12][27]。三國清三（オテル・ドゥ・ミクニ）とレストラン・デリカテッセンの企画・運営に関する業務提携契約締結[12]。ロゴマーク発表[12]。
- 2002年 - 大時計除幕[12]。
- 2003年 - JRタワー開業[12]。
- 2005年 - 札幌駅南口開発、札幌駅地下街開発、札幌ターミナルビル、札幌ステーション開発が合併し、「札幌駅総合開発」と商号変更[10]。
- 2013年 - 札幌市と札幌駅総合開発が「まちづくりパートナー協定」締結[28]。
- 2022年 - 札幌駅高架下商業施設「パセオ」が北海道新幹線札幌延伸に伴う札幌駅工事のため営業終了。[29]
- 2023年 - 札幌ターミナルビル「札幌エスタ」が北海道新幹線札幌延伸に伴う札幌駅南口再開発による建て替えのため営業終了[30]。ビックカメラやロフトなどの主要テナントは向かいのさっぽろ東急百貨店や近隣の商業施設などに移転した[31]。エスタ跡地には、バスターミナルも含めた複合高層ビルが建設予定[32]。

## 施設

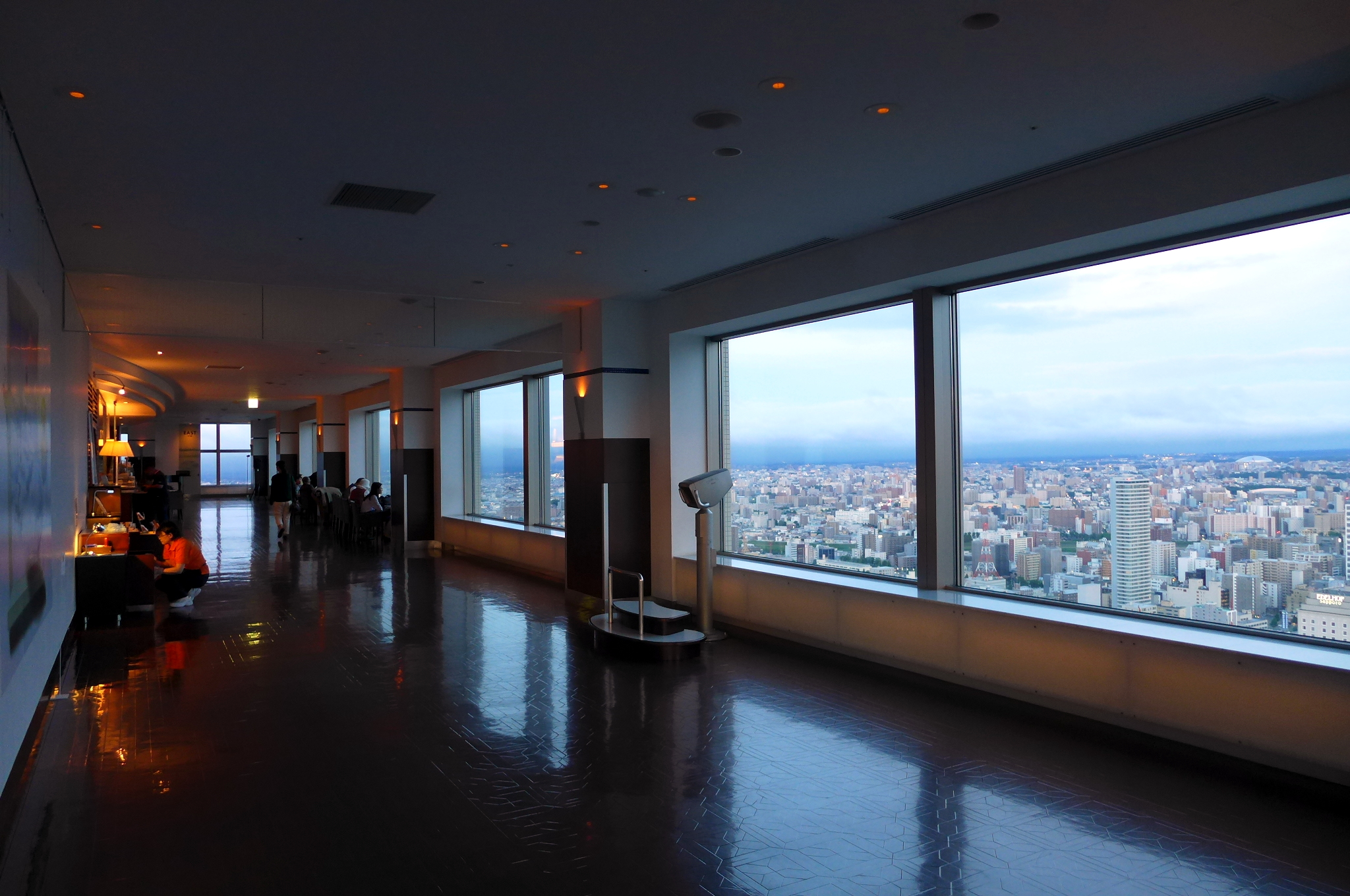
JRタワー展望室 タワー・スリーエイト

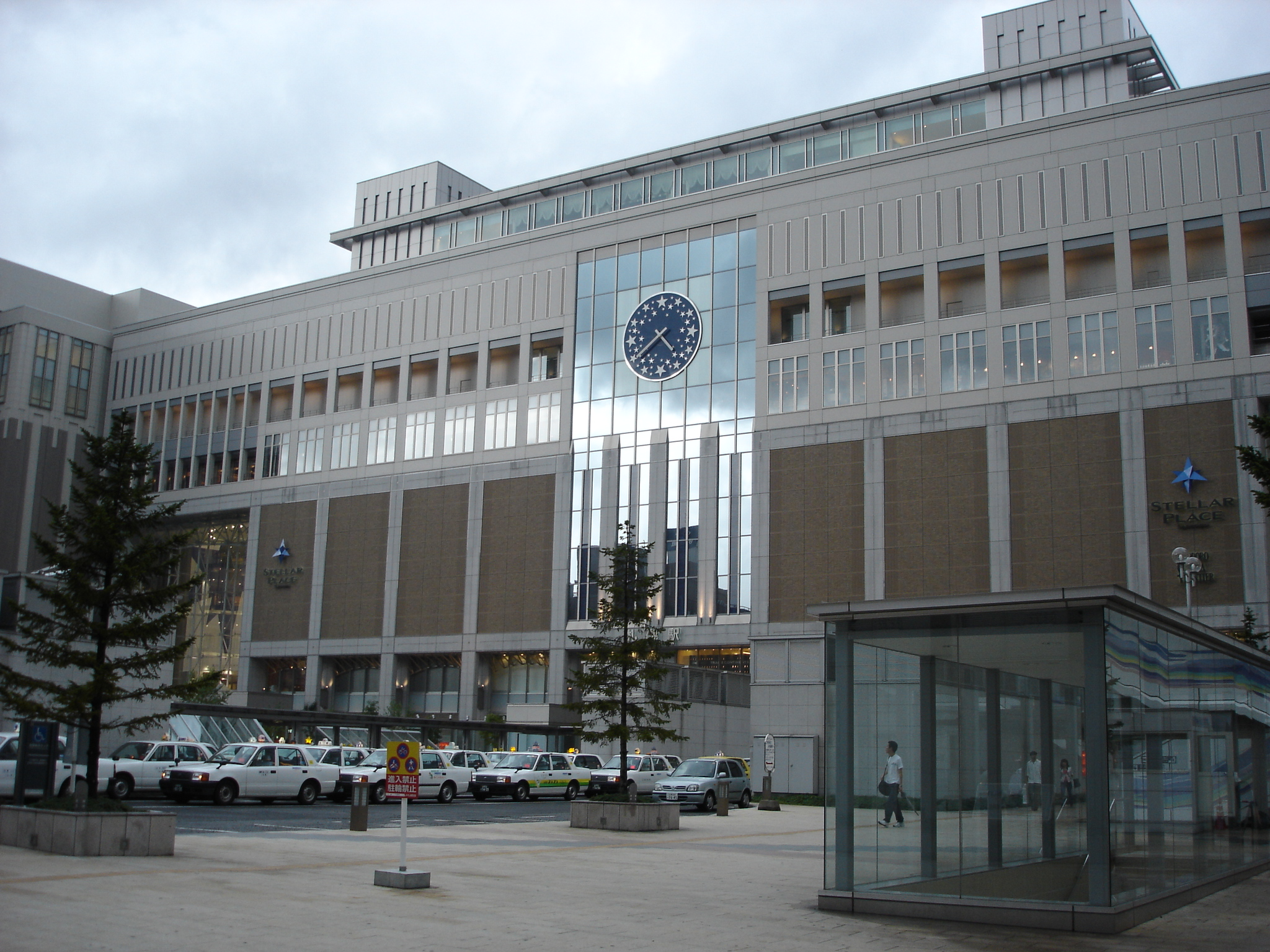
札幌ステラプレイス（2004年8月）

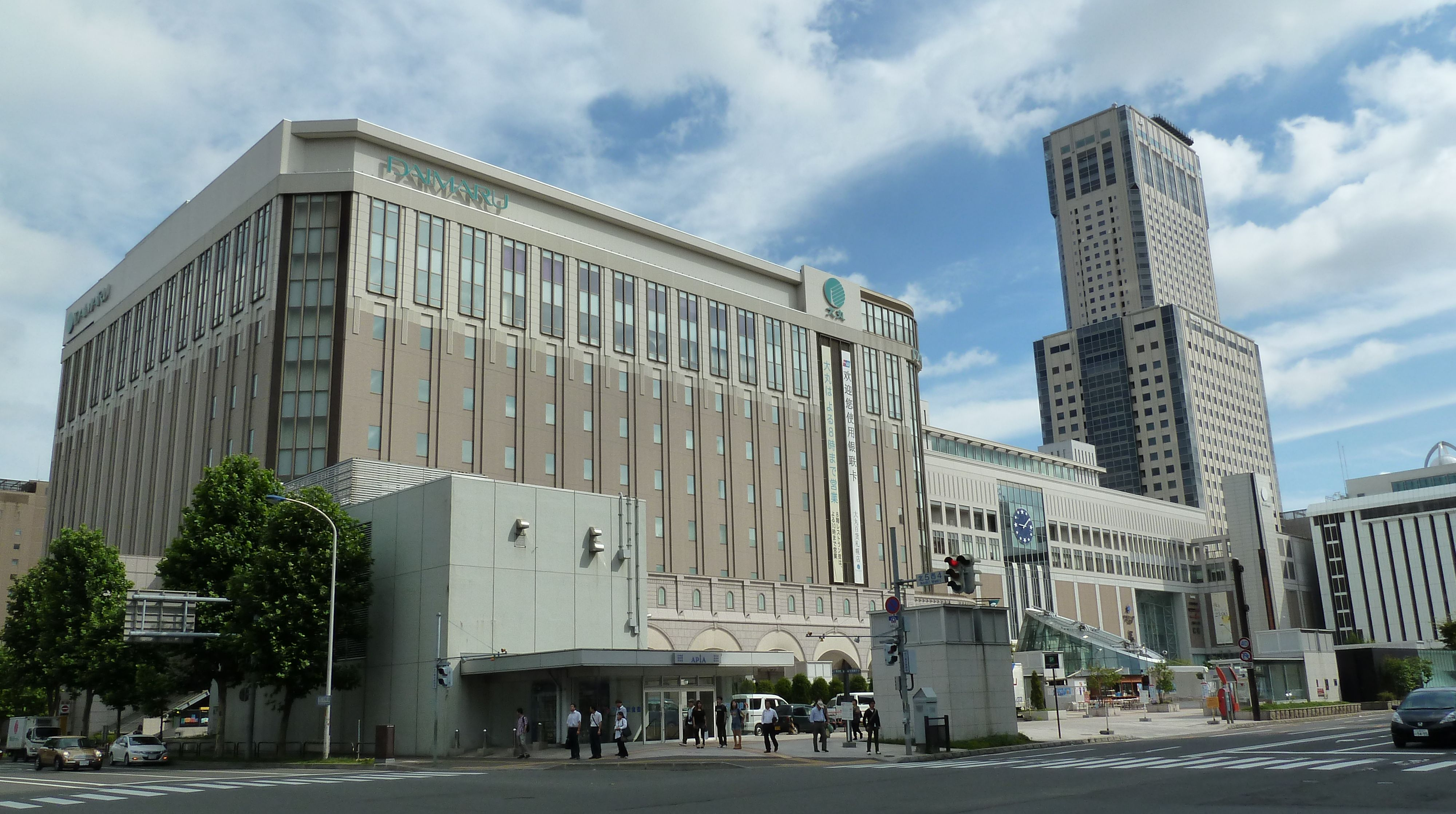
大丸札幌店とJRタワー高層部（2011年8月）

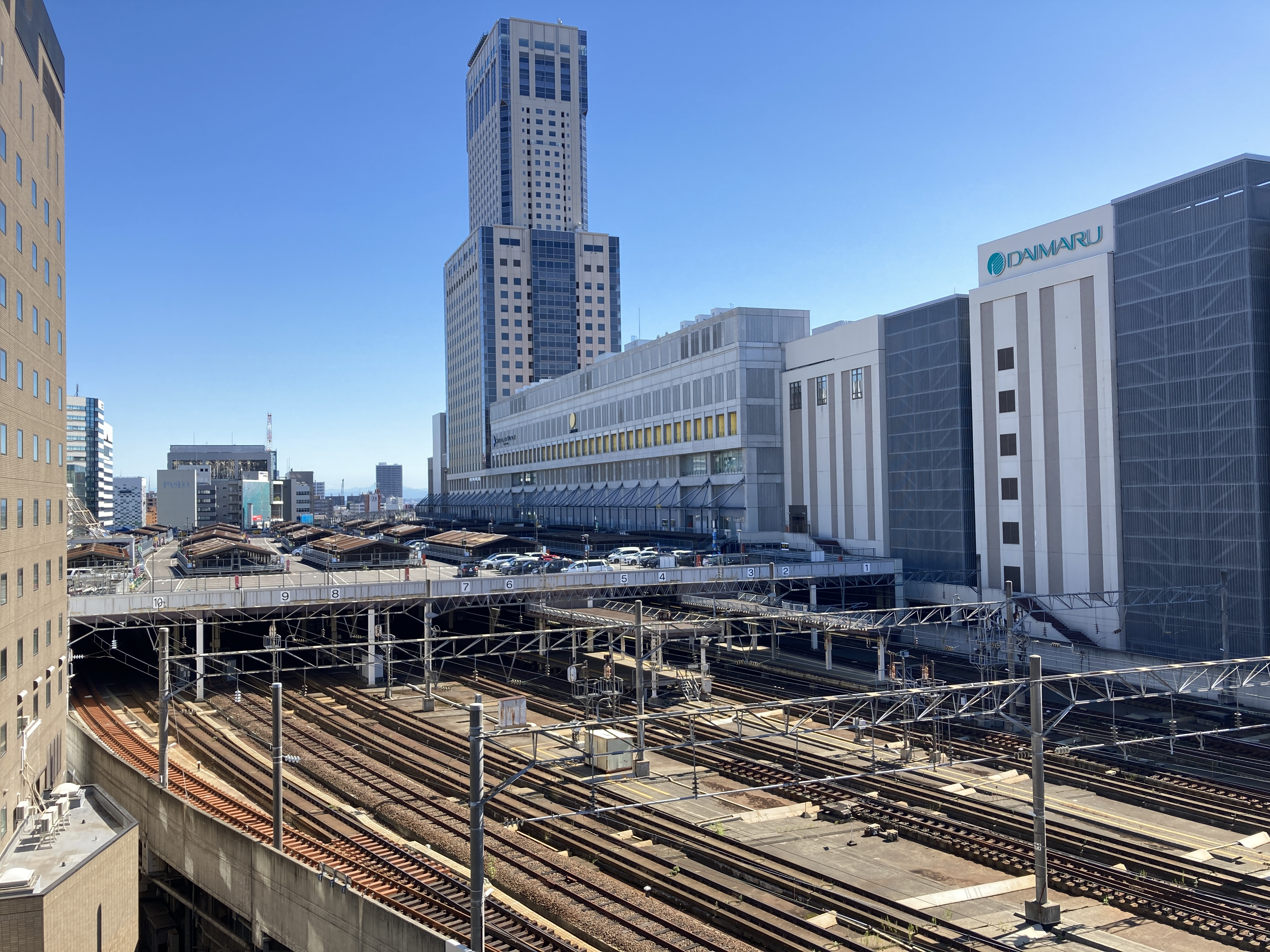
施設北側（2022年9月）

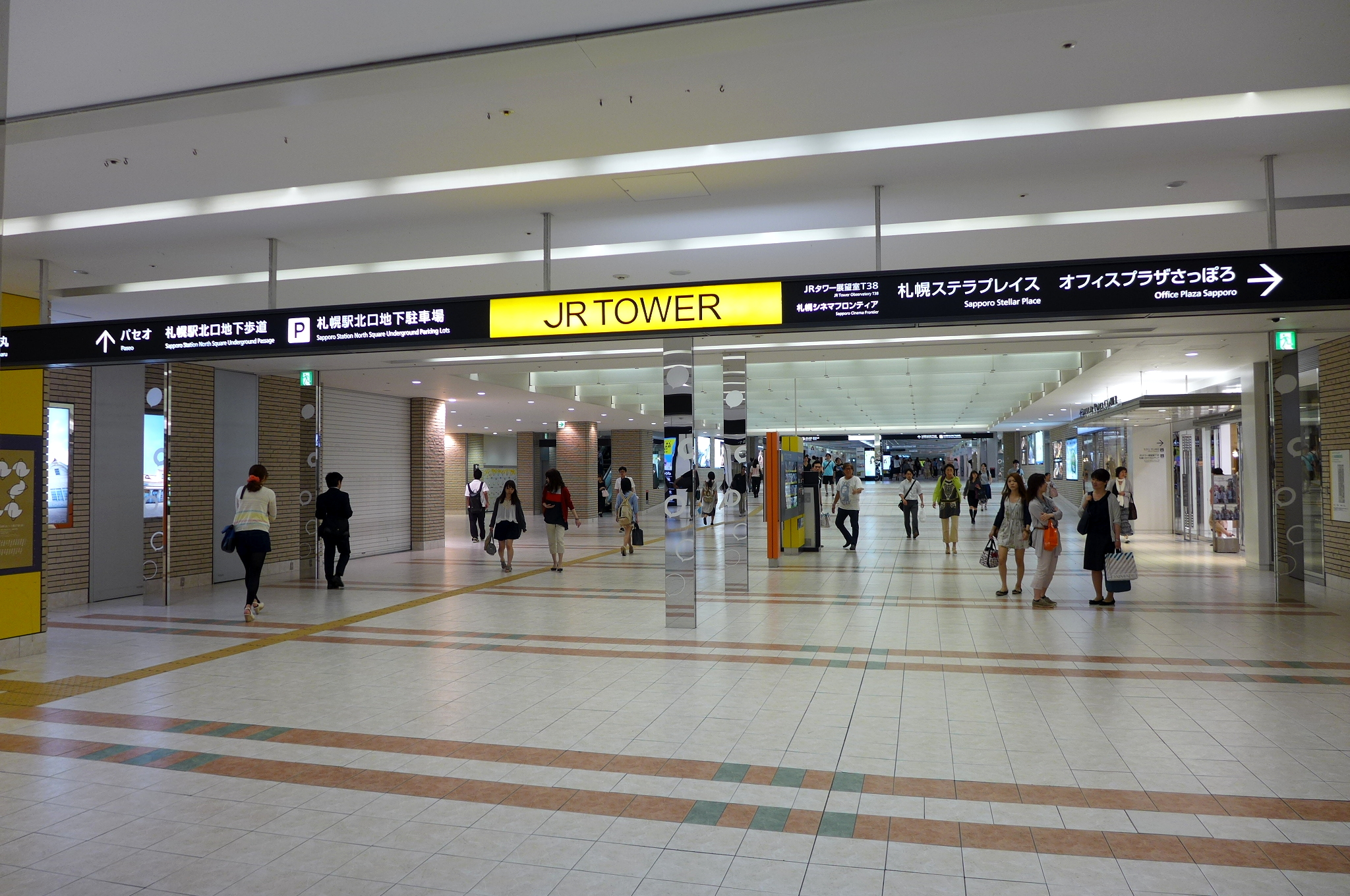
東側地下通路（2014年6月）

### 2003年に開業した施設
JR札幌駅の南側に接するように建てられたエリアで、西側と中央部が低層棟、東側が高層棟になっている。
西側が、大丸札幌店の入居する8階建ての「JRタワー ウエスト」、中央部が「ステラプレイス センター」で構成される9階建ての「JRタワー センター」、東側が38階建ての「JRタワー イースト」である。高層棟は、以下の階層利用となっている。
- 屋上　ヘリポート
- 38階　JRタワー展望室 タワー・スリーエイト（T38） - 展望の高さ160m[33]。
- 22 - 36階　JRタワーホテル日航札幌（ロビー・フロントは1階）
- 7 - 20階　JRタワーオフィスプラザさっぽろ（貸室）
  - 7・8階はクリニックフロア「ファーマライズ医療モール札幌」
- 地下1階 - 6階　ステラプレイス イースト

ホテルと展望室はトリップアドバイザーによる「エクセレンス認証」を受賞しているほか、展望室は「日本夜景遺産」施設型夜景遺産に認定されている。
東側には10階構造の「イースト立体駐車場」、西棟の地下2階から地下4階には、大丸地下駐車場がある。また、JR札幌駅の屋上を活用する形で、「センター屋外駐車場」が設けられ、センター4階に直結している。

### 2005年に統合した施設
「JRタワースクエア」発足時に、各施設にイメージカラーが導入された。主に、案内図などに用いられるほか、後述の「JRタワースクエアカード」のデザインにも採用されている。ステラプレイスは■水色、パセオは■黄色、アピアは■シルバー、エスタは■ピンクになっている。
パセオ
- 1989年に札幌駅高架下の商業施設として開業[37]。地上1階と地下1階の東西に広がっていた。2022年9月30日、北海道新幹線札幌駅工事のため、営業終了。

アピア
- 札幌市営地下鉄さっぽろ駅とJR札幌駅を結ぶエリアにある地下街。前身は1952年開設の「札幌ステーションデパート」[38]。その後、1972年に「札幌駅名店街」[39]、1978年には札幌ターミナルビル開業により「エスタ二番街」を開設し、拡張していった[38]。1999年に約半年間休業して全面改修を行い、「アピア」としてリニューアルした[40][41]。

エスタ
- 「ステラプレイス イースト」の南側、「アピア」の東側に位置する。札幌市営地下鉄東豊線とアピアを結ぶ通路としても使われている。
- 1978年に「札幌ターミナルビル」として開業し[18]、2000年の閉店まで札幌そごうが入居していた[42]。1階に「札幌駅バスターミナル」があり、交通結節点になっている。また、10階にフードテーマパーク「札幌ら〜めん共和国」、11階には多目的ホール「JRタワープラニスホール」（326 m2）、屋上庭園「そらのガーデン」がある。2023年8月31日、新幹線工事のため閉店。

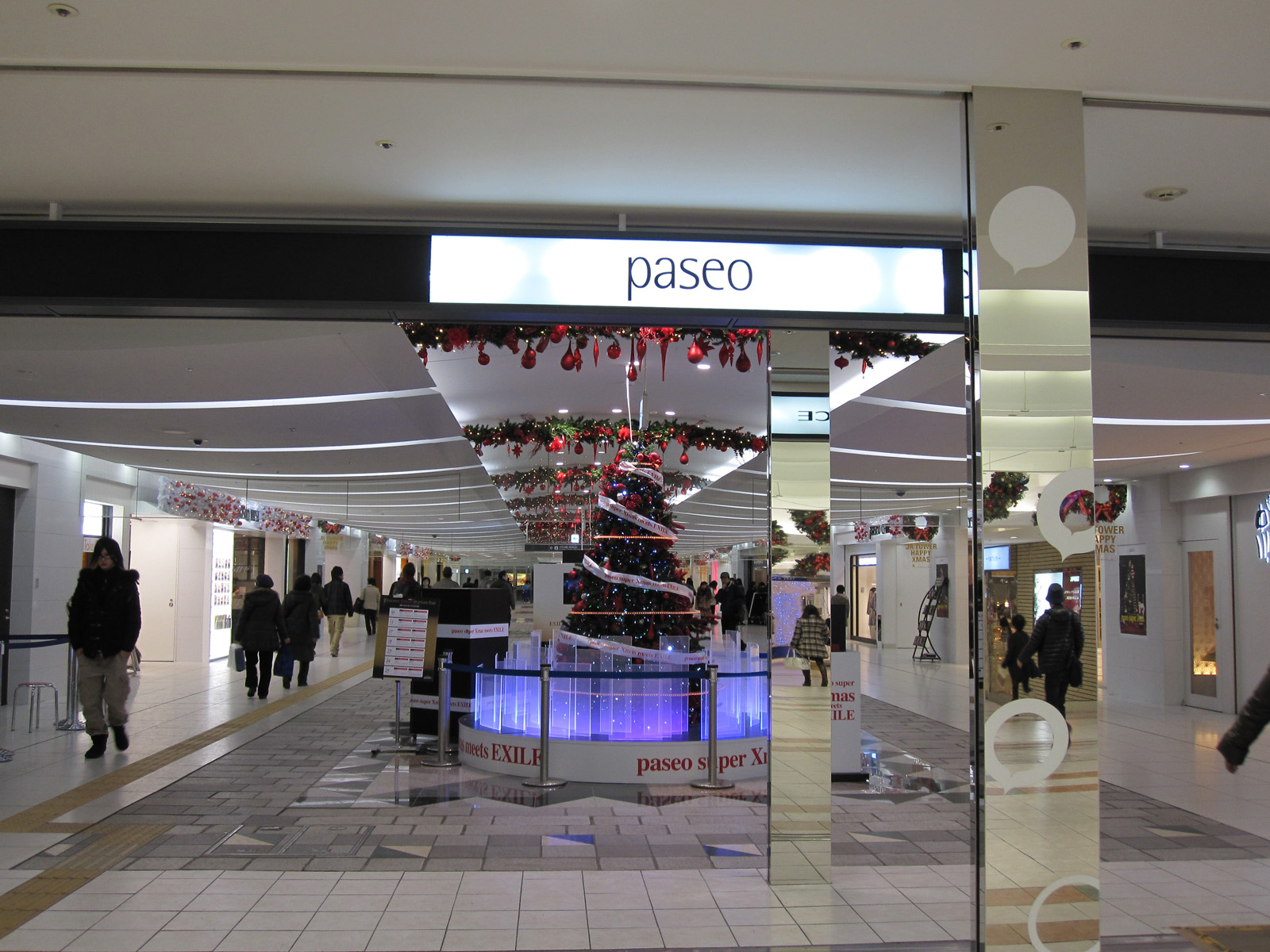
パセオ（2011年12月）
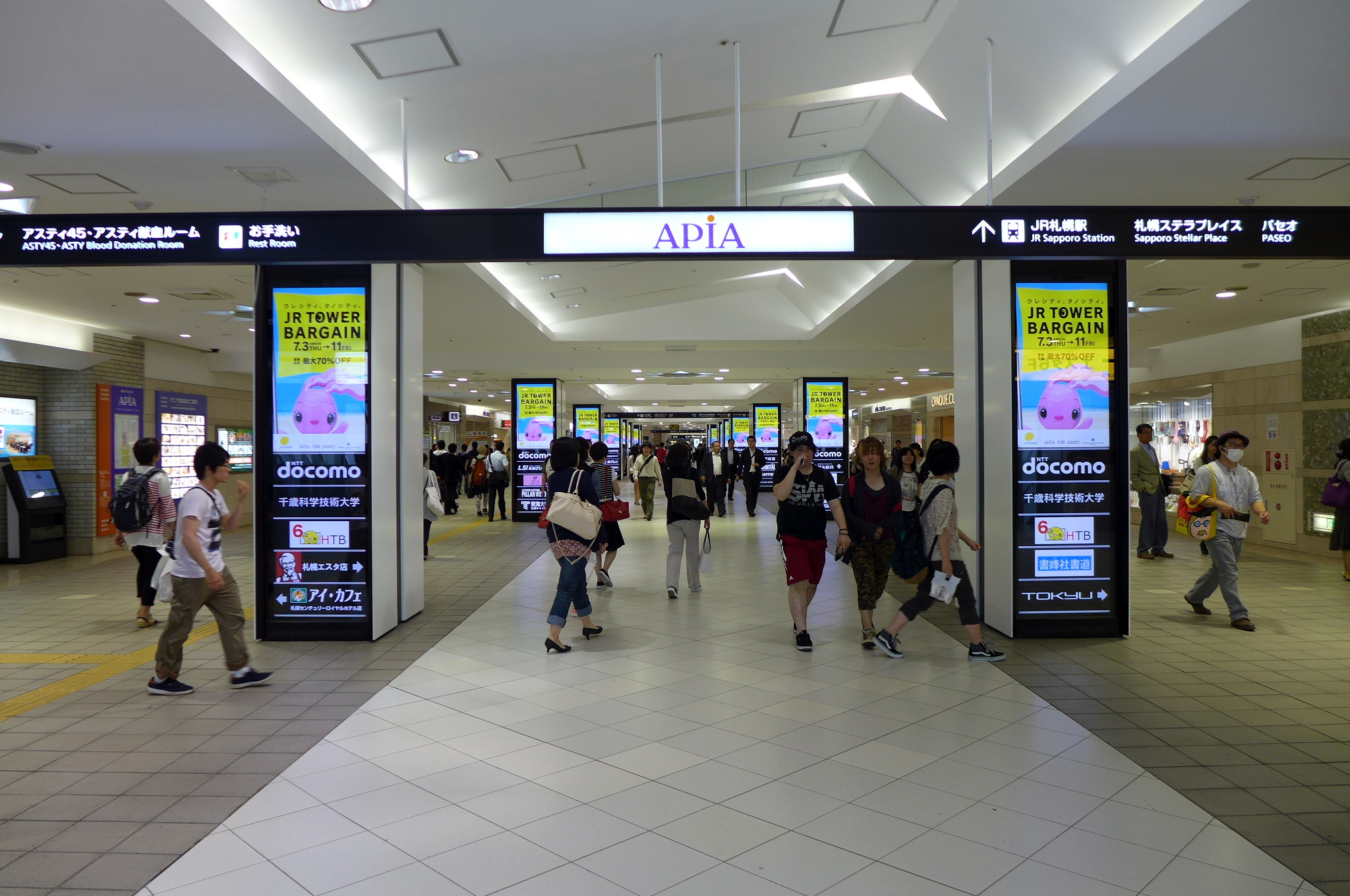
アピア（2014年6月）
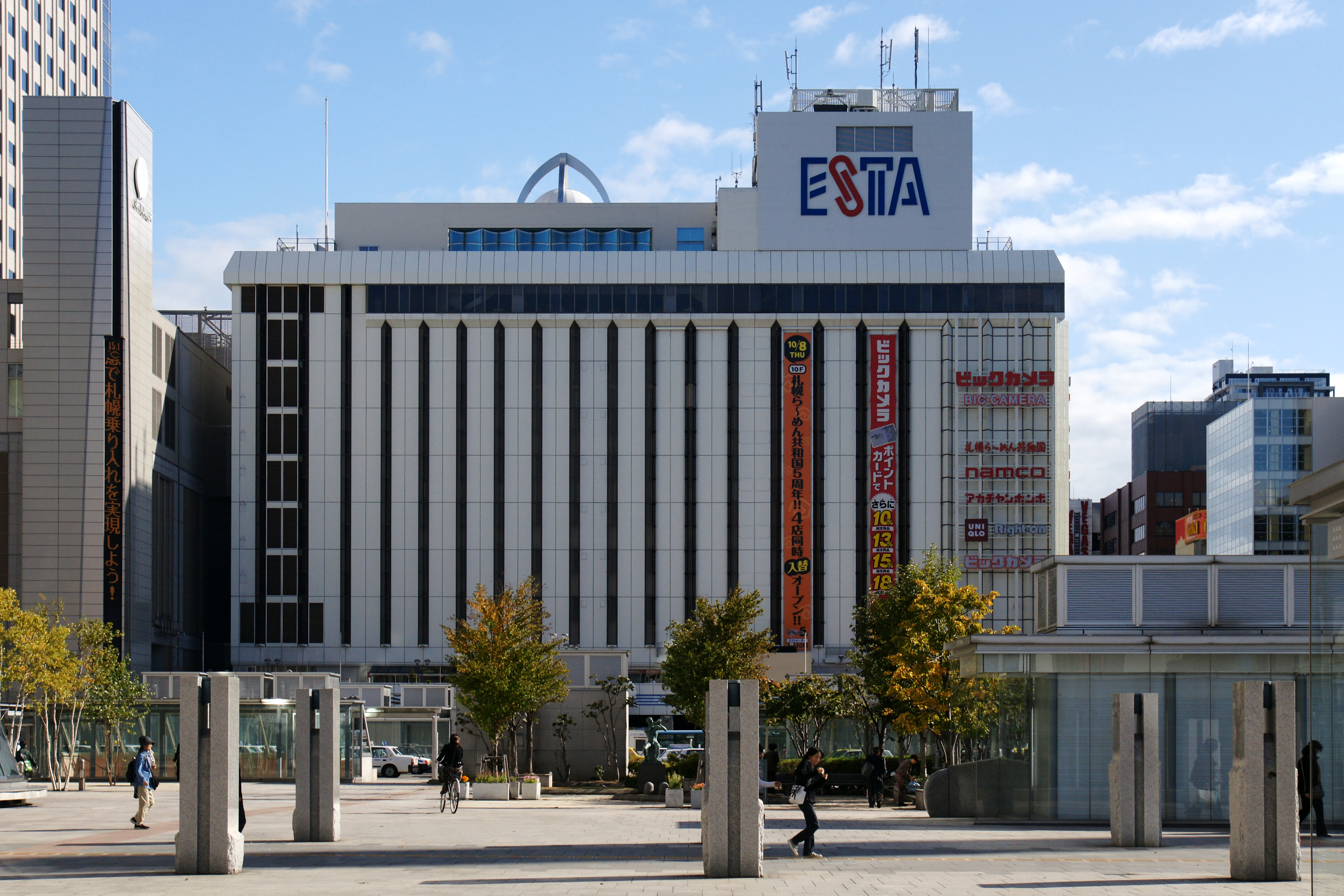
エスタ（2009年10月）

## JRタワースクエアカード
2006年に札幌駅総合開発とオリエントコーポレーションによる提携カード「JRタワースクエアカード」の発行を開始した。2010年には、JR北海道とも提携したKitaca一体型多機能カード「JRタワースクエアカード Kitaca」、日本国内初となるiDとQUICPayの2つの電子マネーを搭載した提携カード「JRタワースクエアカード iD QUICPay」の発行を開始した。2011年には、ANAマイレージクラブの機能を追加した「JRタワースクエアカード ANA Kitaca」を発行した。また、中高生限定のポイントカード「JRタワースクエアポイントカード」も発行している。これらのカードを掲示または利用することにより、JRタワーの対象ショップなどで各種特典や割引サービスを受けることができる。

## JRタワーホテル日航札幌
客室
- モデレートフロア（23 - 30階）
  - シングルルーム（18 - 20 m2）
  - モデレートダブル（24 m2）
  - スーペリアダブル（30 m2）
  - コーナーダブル（40 m2）
  - モデレートツイン（30 m2）
  - コーナーツイン（40 m2）
  - ファミリートリプル（30 m2）
- エグゼクティブフロア（31 - 34階）
  - エグゼクティブダブル（24 m2）
  - エグゼクティブツイン（30 m2）
  - コーナーデラックスツイン（40 m2）
  - スイートルーム（63 m2）

レストラン&バー
- レストラン&バー「SKY J」
- スカイレストラン「丹頂」
- カフェ「ロビーラウンジ」
- フレンチレストラン「ミクニ サッポロ」（札幌ステラプレイス9階）

ウエディング
- ホワイエ人前式
- そらの結婚式
- 披露宴会場内人前式

宴会・会議
- スカイバンケットルーム「たいよう」（304 m2）
- スカイバンケットルーム「つき」（75 m2）
- スカイバンケットルーム「ほし」（60 m2）

スパ
- スカイリゾートスパ「プラウブラン」[48]
  - スパ（札幌駅温泉）
  - リラクセーション・ボディクリーン
  - エステティックサロン「ソシエ」
  - ヘアサロン「プラチナ アヴェダ」
  - カフェ

その他
- ホテルショップ「ラ ポシェ」
- 宴会受付「ル サロン」

## 受賞
- 『LIGHTING SELECTION 2003 景観照明感謝賞』建物・棟梁などの演出照明部門 審査員特別賞（2003年）[2]
- 『第37回SDA賞』優秀賞 A-3類「JRタワー 高架上屋駐車場排気塔屋根デザイン」（2003年）[49]
- 『平成15年度鉄道建築協会賞』建築作品部門 国土交通省鉄道局長賞「札幌駅（JRタワー）」（2003年）[50]
- 『平成15年度優良消防防災システム』消防長官表彰（2003年）[51]
- 『International Illumination Design Award』Award of Merit（2004年）[2]
- 『IES Illumination Awards』Award of Merit（2005年）[2]

## 参考資料
- 臼井幸彦「駅ビル開発の都市的な意義と課題」（PDF）『Consultant Vol.224』、建設コンサルタンツ協会、2004年、2017年8月30日閲覧。